# Daniel Killer
Daniel Killer (21 de desembre de 1949) és un exfutbolista argentí.

## Selecció de l'Argentina
Va formar part de l'equip argentí a la Copa del Món de 1978.

## Referències

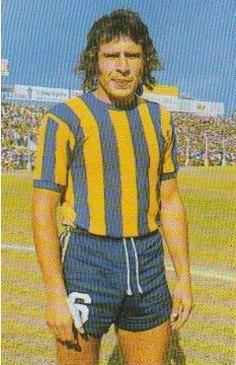
Daniel Pedro Killer a Rosario,